# Oh my ZEPP/PRETTY IN PINK FLAMINGO
『Oh my ZEPP/PRETTY IN PINK FLAMINGO』（オー・マイ・ゼップ/プリティ・イン・ピンクフラミンゴ）は、BEAT CRUSADERSのライブDVD。2009年6月10日、DefSTAR RECORDSよりリリース（ブルーレイディスク盤は2009年9月9日リリース）。

## 解説
- 初のライブDVD。映像作品としては前作より4年ぶりの発売となった。
- 本作はベスト・アルバム『VERY BEST CRUSADERS』を引っさげて行われたツアー「Oh my ZEPP」の模様と、オリジナルドラマ『PRETTY IN PINK FLAMINGO』を収録。特典映像を入れるにあたり、「何か面白いものを入れよう」ということになり、結果ドラマが収録されることになった。ちなみにオフショットやドキュメントを入れるという案も出たが、ありきたりだということ、何よりお面なのでドキュメントにならないということで却下された[1]。
- DVD、ブルーレイディスク共に、ライブ部分とドラマ部分を別々に見ることができる。

## Oh my ZEPP
- ほとんどの楽曲は『VERY BEST CRUSADERS』にて聴くことができる。
- 一部楽曲では、ライブ恒例「おま○コール」が聴けるが、一部規制がかかっている。

### 収録曲
1. SE ～SASQUATCH～
2. LAST GOOD-BYE
3. JAPANESE GIRL
4. CHINESE JET SET
5. IMAGINE?
6. FEEL
7. LOVEPOTION #9
8. BANG! BANG!
9. HEY×2 LOOK×2
10. I CAN SEE CLEARLY NOW
11. WORK IT OUT
12. TONIGHT,TONIGHT,TONIGHT
13. DAY AFTER DAY
14. SOLITAIRE
15. WINTERLONG
16. PERFECT DAY
17. PHANTOM PLANET
18. GHOST
19. SUMMEREND
20. HIT IN THE USA
21. CUM ON FEEL THE NOIZE
22. TIME FLIES,EVERYTHING GOES
23. LOVE DISCHORD (EN 1)
24. BE MY WIFE (EN 2)
25. HAVE YOU SEEN HER HAPPY? (EN 3)
26. FOOL GROOVE (EN 4)
27. CAPA-CITY (EN 5) ※エンディングテロップ映像

## PRETTY IN PINK FLAMINGO

### ストーリー
都会の片隅でデビューのチャンスを窺うビート・パンクバンド「THE ARMORTELLUS」（ジ・アマテラス）。業界で注目されながらも、なかなか芽が出ないリーダー・偽村亨（ギムラー）を中心に、中禅寺夏彦（ゼンジー）、下島竜平太（リュウヘイ）、角田誠治（カクザイモ）、田中凡造（ボンゾウ）からなる5人組である。
ある日、ギムラーの義妹であるユウキが上京してくる。ユウキはギムラーの彼女である今日子（キョウコ）の家で居候生活を始めるが、何か隠し事をしている様子。
一方、ギムラー達はサニーレコード社長・沖田四郎の提案でレコーディングを始めるが、沖田はギムラーの才能を高く評価しており、ギムラーをバンドとしてではなく、ソロとしてデビューさせようと目論んでいた。デモを録ってギムラーの才能を確信した沖田は、「アマテラスとしてデビューしたいのならバンド勝ち抜き合戦に優勝し、ZEPPでのライブをソールドアウト」という条件を突きつける…。

### キャスト
- THE ARMORTELLUS (ジ・アマテラス) ：BEAT CRUSADERS
  - 偽村亨（ギムラー） ：ヒダカトオル
  - 中善寺夏彦（ゼンジー） ：クボタマサヒコ
  - 下島竜平太（リュウヘイ） ：カトウタロウ
  - 角田誠治（カクザイモ） ：ケイタイモ
  - 田中凡造（ボンゾウ） ：マシータ

- 偽村ユウキ ：高橋瞳
- 串田今日子 ：谷桃子

- 沖田四郎 ：木村世治

- バンド勝ち抜き合戦スタッフ
  - 司会者 ：サイトウ"JxJx"ジュン (YOUR SONG IS GOOD)、ELY (BREMEN (バンド))
  - 審査員 ：西村"MxTxRx"満 (TROPICAL GORILLA)、ハットリ"Shorty"ヤスヒコ (YOUR SONG IS GOOD)、ヨシザワ"Maurice"マサトモ (YOUR SONG IS GOOD)
  - AD ：タナカ"ZeeeeRay"レイジ (YOUR SONG IS GOOD)
  - 挑戦者 ：増子直純（怒髪天）

- ニュースキャスター ：シライシ"Shiraishi"コウジ (YOUR SONG IS GOOD)
- ニュース番組AD ：タカダ"DaaaaTaka"ヒロユキ (YOUR SONG IS GOOD)

- ユウ ：田渕ひさ子 (bloodthirsty butchers)

- バーテンダー ：須永秀明

- 偽村 父 ：瀬尾勝

### 劇中歌
劇中歌はドラマのために書き下ろされた。
- THIS TIME/LAST TIME / THE ARMORTELLUS
（作詞：ヒダカトオル　作曲：BEAT CRUSADERS）
- Now I'm Here / hurdy gurdy
（作詞・作曲：木村世治）
- Rosy Day / hurdy gurdy
（作詞・作曲：木村世治）
- 五月雨ゲッタウェイ / 増子直純
（作詞：ヒダカトオル　作曲：BEAT CRUSADERS）
- ビコーズ・ザ・ナイト / 偽村ユウキ＋ジ・アマテラス
（作詞：ヒダカトオル　作曲：BEAT CRUSADERS）

## PRETTY IN PINK FLAMINGO サウンドトラック
『PRETTY IN PINK FLAMINGO サウンドトラック』（プリティ・イン・ピンクフラミンゴ-）はBEAT CRUSADERSがリリースした、ミニアルバムである。
2009年9月9日、デフスターレコーズよりリリース。

### 解説
- DVD収録のドラマ『PRETTY IN PINK FLAMINGO』で使用された劇中歌を集めたサウンドトラック。ブルーレイディスク盤と同時発売。
- 劇中歌はもともとドラマのためだけに書き下ろされたもので、当初CD化の予定はまったくなかった。しかし、問い合わせが殺到したため、急遽本作のリリースが決定した。
- このドラマをきっかけとして、「高橋瞳×BEAT CRUSADERS」のタッグが再び実現。新曲「ウォーアイニー」が完成した。なお、この曲はアニメ『銀魂』エンディングテーマに抜擢された。本作に収録されているほか、同日にシングルとしての発売された。
- 本作発売から1年後の2010年に公式サイトにて突然の散開宣言が出されたため、 BEAT CRUSADERSの活動中に発表された最後のアルバムとなった。

### 収録曲
1. ウォーアイニー / 高橋瞳×BEAT CRUSADERS　(4:00)
（作詞：高橋瞳　作曲：BEAT CRUSADERS）
PVも制作されている。
テレビ東京系アニメ『銀魂』エンディングテーマ
2. THIS TIME/LAST TIME / ジ・アマテラス(BEAT CRUSADERS) (2:58)
（作詞：ヒダカトオル　作曲：BEAT CRUSADERS）
「PRETTY IN PINK FLAMINGO」オープニングテーマ。なお、バンドのオリジナル楽曲で日本語詞の楽曲がリリースされるのはこの曲が初めてである。
3. Now I'm Here / hurdy gurdy（木村世治） (4:30)
（作詞・作曲：木村世治）
4. 五月雨ゲッタウェイ / 増子直純（怒髪天） (3:26)
（作詞：ヒダカトオル　作曲：BEAT CRUSADERS）
ムード歌謡曲。作ったのはビークルだが、アレンジは他へ委託した。理由は「ビークルっぽいアレンジになってしまうから」。
5. ビコーズ・ザ・ナイト / 偽村トオル(BEAT CRUSADERS) (2:45)
（作詞：ヒダカトオル　作曲：BEAT CRUSADERS）
6. Rosy Day / hurdy gurdy（木村世治） (3:46)
（作詞・作曲：木村世治）
7. ビコーズ・ザ・ナイト / 偽村ユウキ＋ジ・アマテラス（高橋瞳×BEAT CRUSADERS） (3:45)
「PRETTY IN PINK FLAMINGO」主題歌。